# Nike Air Max
Nike Air Max là một dòng sản phẩm giày lần đầu tiên được phát hành bởi công ty Nike, Inc vào năm 1987. Chiếc giày đầu tiên được thiết kế bởi Tinker Hatfield một người vốn ban đầu là một kiến trúc sư thiết kế cửa hàng cho Nike, ông cũng là người đã thiết kế nhiều mẫu giày Air Jordan. Công nghệ Nike Air được sáng chế bởi một nhân viên có tên là M. Frank Rudy.

## Tổng quan

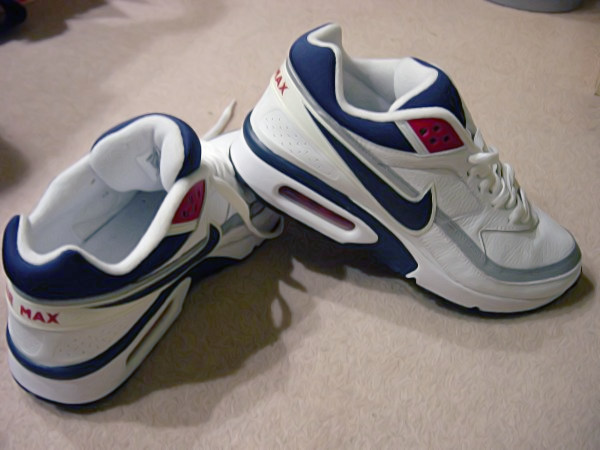
Chiếc giày Air Max IV/Air Max 91; ngày nay còn được biết đến như với tên gọi Air Max BW (Big Window)

Thiết kế của đa số những chiếc giày Nike Air Max đó là sử dụng phần đệm khá lớn ở bên dưới đế giày, có thể nhìn thấy từ hai bên. Các loại đệm Air Max đã được ra mắt bao gồm:
- "180 Air": Được dùng vào những năm 1990, phần đệm này có thể nhìn thấy được từ bên dưới đôi giày (Trong rất nhiều phiên bản Air Max khác, thực ra ta vẫn có thể nhìn thấy phần đệm, tuy nhiên kích thước sẽ nhỏ hơn)
- "Air Max 2": Không có lỗ đệm ở đế giày.
- "Tube Air": Phần đệm có thể nhìn thấy được thông qua các lỗ nhỏ ở phần đế giữa của đôi giày.
- "Total Air": Được dùng để chỉ những đôi giày sử dụng hoàn toàn đệm Air Max ở đế.
- "Tuned Air": Các miếng đệm được đặt ở những vị trí khác nhau của đế giày.

## Văn hóa và thời trang

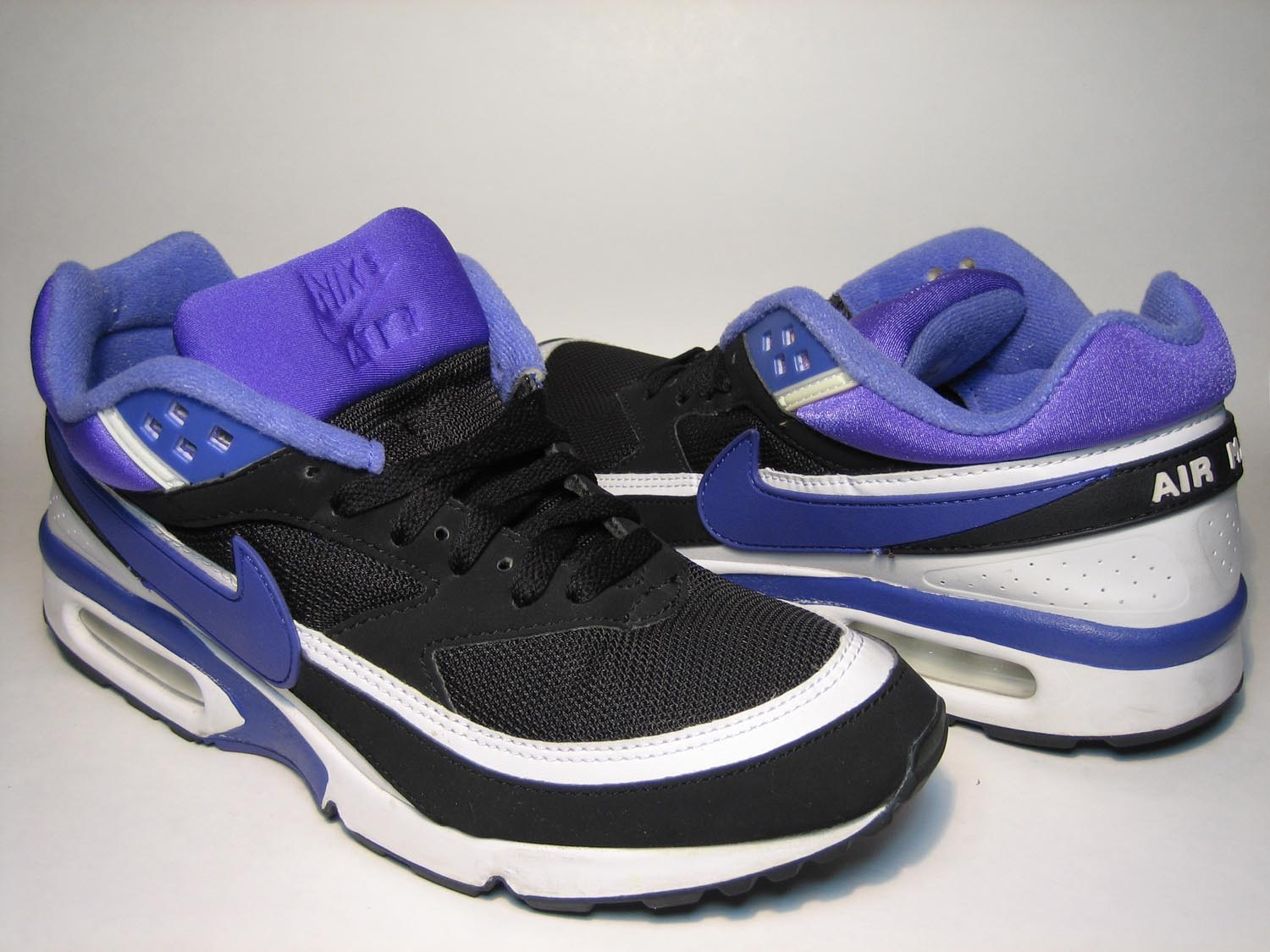
Air Max IV/BW phiên bản gốc, phối màu "Persian Violet"

Dòng sản phẩm giày Air Max trở nên nổi tiếng trong nhiều trào lưu văn hóa, ví dụ như Hip Hop, Gabber và cả tầng lớp của những người lao động.
Trong những năm 1990, phiên bản giày Air Max 95 trở nên vô cùng thịnh hành và nổi tiếng tại thị trường Nhật Bản, điều này thậm chí đã tạo ra một hiện tượng được gọi là "săn tìm Air Max". Mức giá của những chiếc giày ngày càng bị đẩy lên cao hơn, gây ra những vụ việc người đi giày Air Max bị tấn công và cướp giày tại ngay cả các quốc gia hòa bình. Dù chỉ là những đôi giày cũ cũng được rất nhiều người tìm mua, chính vì thế, vấn nạn giày nhái đã ngày càng trở nên phổ biến.

## Air Max 1
Được ra mắt vào năm 1987 với tên gọi Air Max, Air Max 1 là chiếc giày đầu tiên sử dụng lớp đệm Nike Air ở toàn bộ phần đế giày. Phần trên của giày được làm từ nylon và vải nỉ tổng hợp. Phiên bản giày da sau đó được ra mắt vào năm 1988. Phiên bản phát hành năm 1992 của mẫu giày này đã có chút thay đổi khi sử dụng phần đế giữa và đế ngoài giống mẫu Air Max III (hiện tại được gọi là Air Max 90), còn phần trên của giày sử dụng chất liệu da. Sau đó, đến năm 1995, phiên bản giày sử dụng chất liệu nylon được phát hành trở lại.

## Air Max Light
Được ra mắt vào năm 1989 với tên gọi Air Max II, Air Max Light nhẹ hơn so với phiên bản đầu tiên nhờ việc thay thế phần đế sử dụng nhựa tổng hợp polyurethane bằng một loại đế mới được làm từ EVA foam. Vào năm 2007, Nike đưa mẫu giày này trở lại thị trường với nhiều phối màu khác.

## Air Max 90

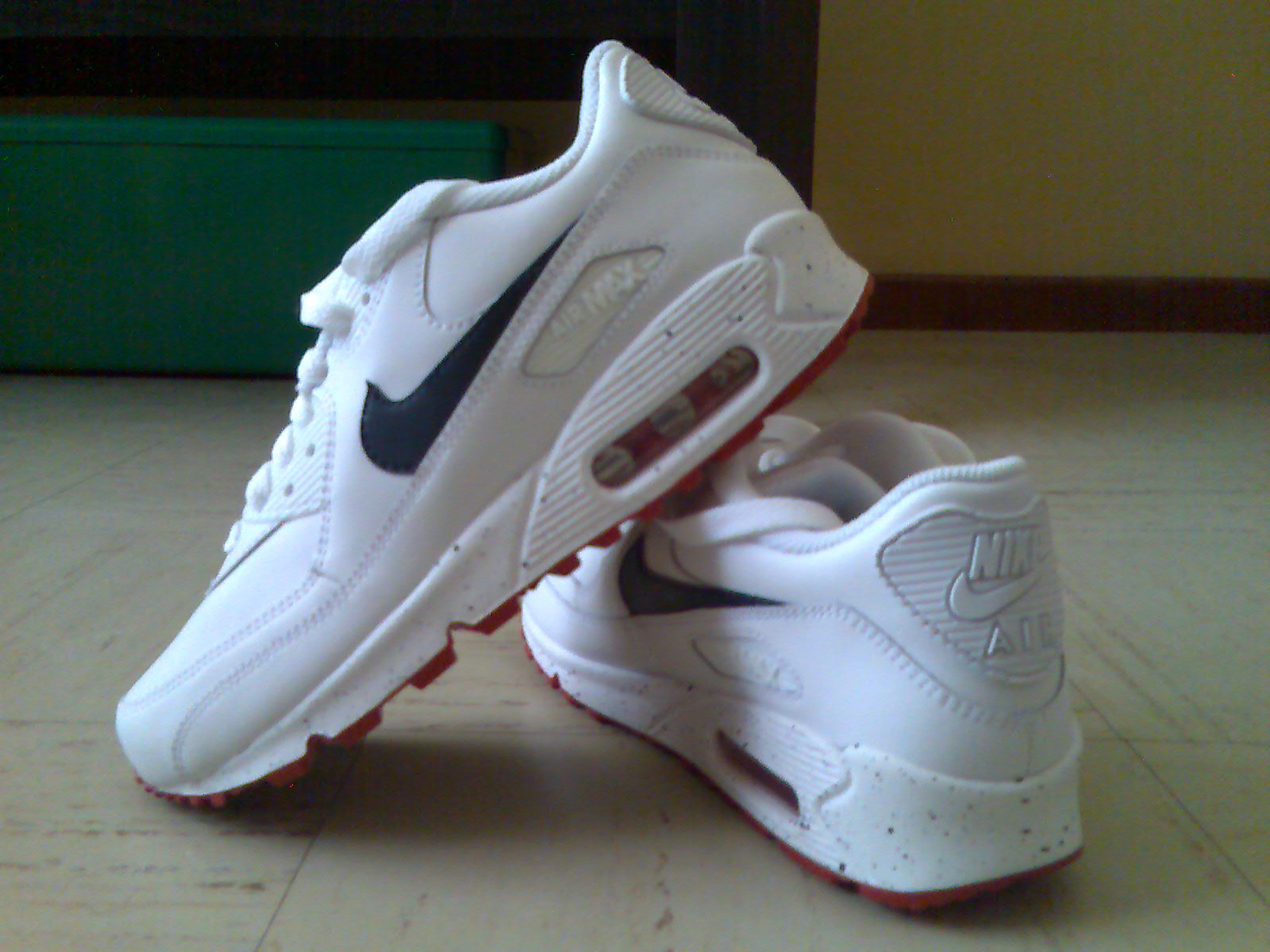
Air Max 90 CL

Air Max 90s chất liệu da

Ban đầu được biết đến với tên gọi Air Max III, đến lần phát hành trở lại vào năm 2000, mẫu giày này được đặt lại tên theo năm ra mắt. Phiên bản gốc với 3 phối màu trắng/đen/xám in hồng ngoại được lựa chọn cho chiếc giày có phần đế Air rất dày này. Phần trên của giày sử dụng một loại lưới có tên gọi Duromesh, kết hợp với nỉ và da tổng hợp. Nike đã từng thiết kế một phiên bản giày Nike Air Max 90s đặc biệt dành riêng cho Tổng thống George H. Bush. Hình ảnh của chiếc giày đặc biệt này vẫn có thể được nhìn thấy trong Phòng Lưu trữ của Nike, và cũng từ đó, một dòng giày mới có tên gọi Air Pres đã được ra đời dành cho những chiếc giày có phối màu độc nhất.

## Air Max 180

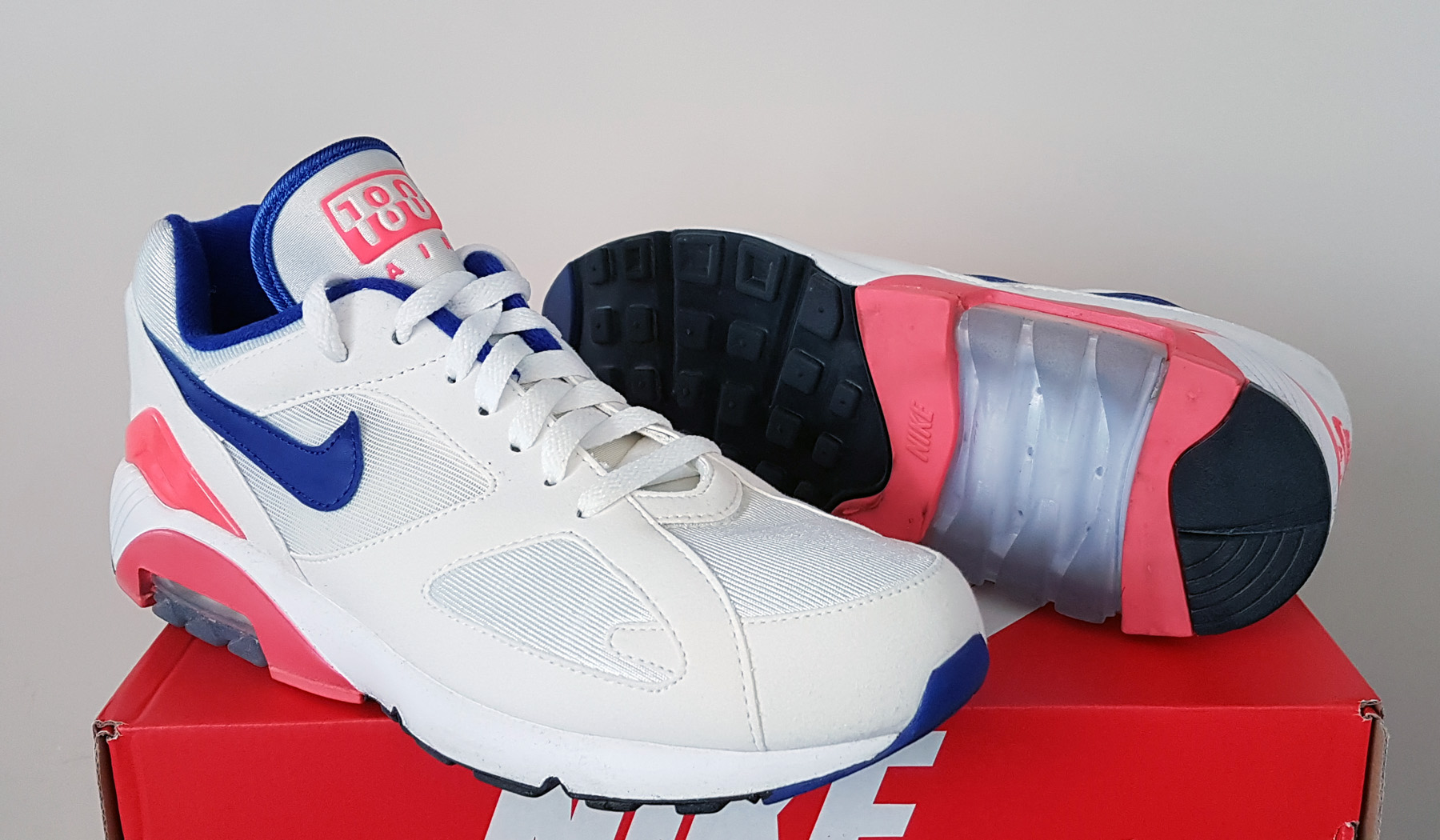
Air Max 180 trong phiên bản màu "Ultramarine". Phần đệm khí nhìn thấy được ở đế giày.

Phát hành vào năm 1991, Air Max 180 sở hữu phần đế Air khá lớn có thể nhìn thấy được từ bên ngoài. Công nghệ làm đế này sau đó đã được sử dụng với mẫu giày Air Force 180.

## Air Max 93

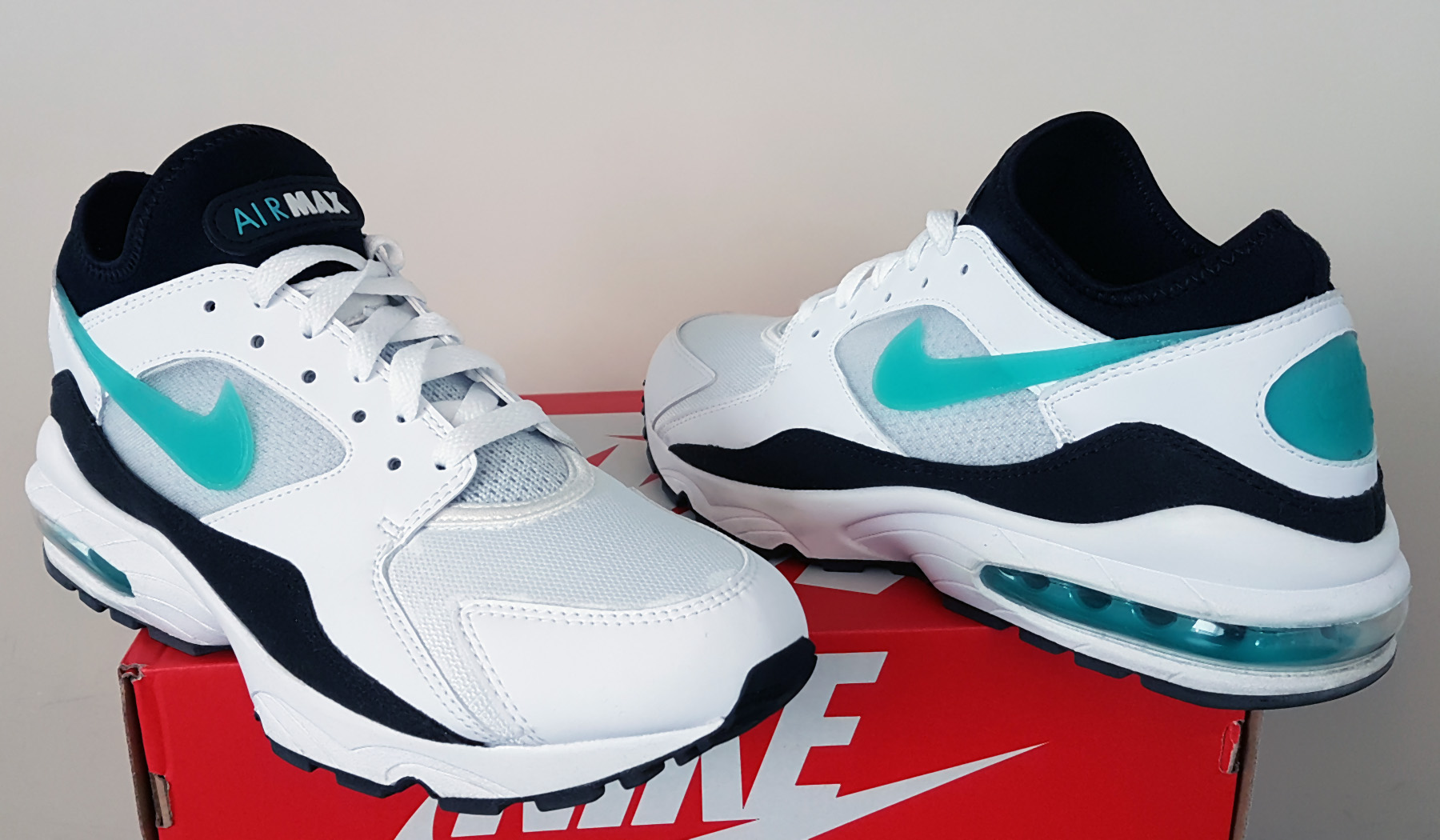
Air Max 93 trong phiên bản màu "Cactus". Phần đệm khí nhìn thấy được ở xung quanh gót giày.

Phát hành vào năm 1993 với tên gọi Air Max 270, Air Max 93 sở hữu phần đế rất lớn bao trọn 270 độ xung quanh chiếc giày. Nike đã phải sử dụng một quy trình sản xuất hoàn toàn mới để tạo nên chiếc giày có phần đế rất đặc biệt này. Phần trên của giày sử dụng chất liệu giống như một chiếc tất, lấy cảm hứng từ mẫu giày thể thao Air Hurrache ra mắt năm 1991.

## Air Max 95

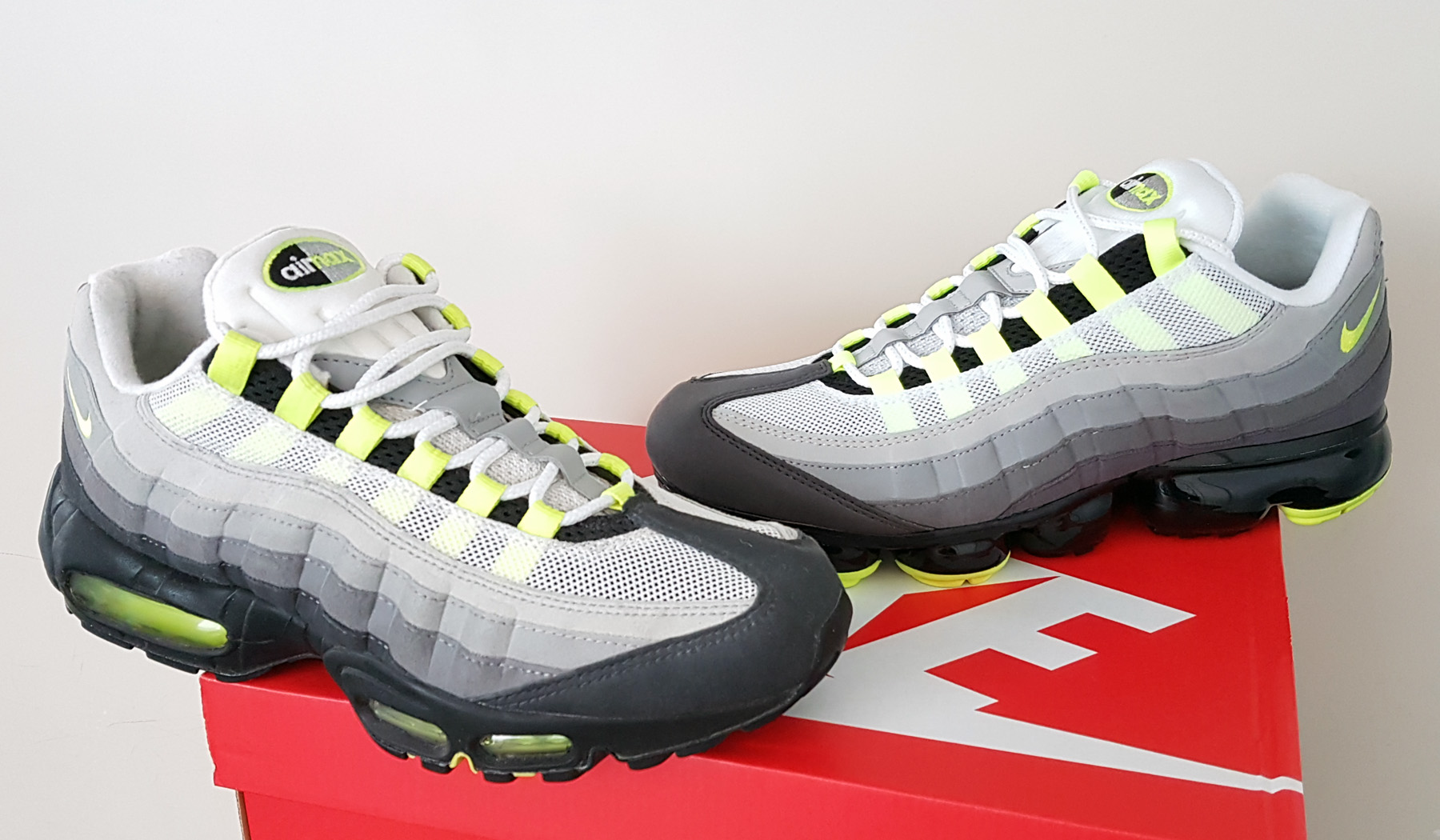
Air Max 95 (1995) ở bên trái, kế bên là mẫu giày Vapormax 95 Hybrid (2018)

Kiểu dáng của Air Max 95 được tạo ra bởi Sergio Lozano, ông lấy cảm hứng cho mẫu giày dựa trên hình tượng cơ thể của con người, với phần thiết kế giống như xương sống, bao quanh bởi các nguyên liệu đặc biệt và sử dụng các đường gân nổi đại diện cho da, xương sườn và gân. Air Max 95 là mẫu giày đầu tiên trong dòng sản phẩm Air Max sử dụng đến hai miếng đệm Air và sử dụng công nghệ áp suất không khí để ghép nối hai miếng đệm này dưới bàn chân của người sử dụng.. Phối màu đầu tiên của mẫu giày này là đen, vàng neon và trắng. Màu vàng neon được sử dụng để tôn lên phần đế Air của giày. Đôi giày này sau đó còn được giới thiệu thêm một phiên bản khác với logo swoosh nhỏ hơn ở hai bên sườn. Mẫu giày ban đầu có áp suất không khí giữa hai miếng đệm đạt "25 PSI". Phần trên giày sử dụng chất liệu 3M Scotchlite.
Theo một nghiên cứu được đăng tải trên báo vào năm 2007 dựa trên dữ liệu về các mẫu giày của Trung tâm Dịch vụ Khoa học thuộc Tòa án Anh, Nike Air Max 95 là mẫu giày "được lựa chọn số một bởi tội phạm".
Sản phẩm này đã được nhắc đến trong bài hát hip hop "Hate It or Love It" của "The Game", lọt vào top 10 trong bảng xếp hạng toàn cầu năm 2005. Đôi giày này cũng được rapper Gucci Mane nhắc đến trong bài hit "Bricks", và cả trong ca khúc "Head First" của Waka Flocka Flame. Rapper Eminem từng thiết kế một phiên bản giới hạn của chiếc Air Max này để bán vì mục đích từ thiện.

## Air Max 97

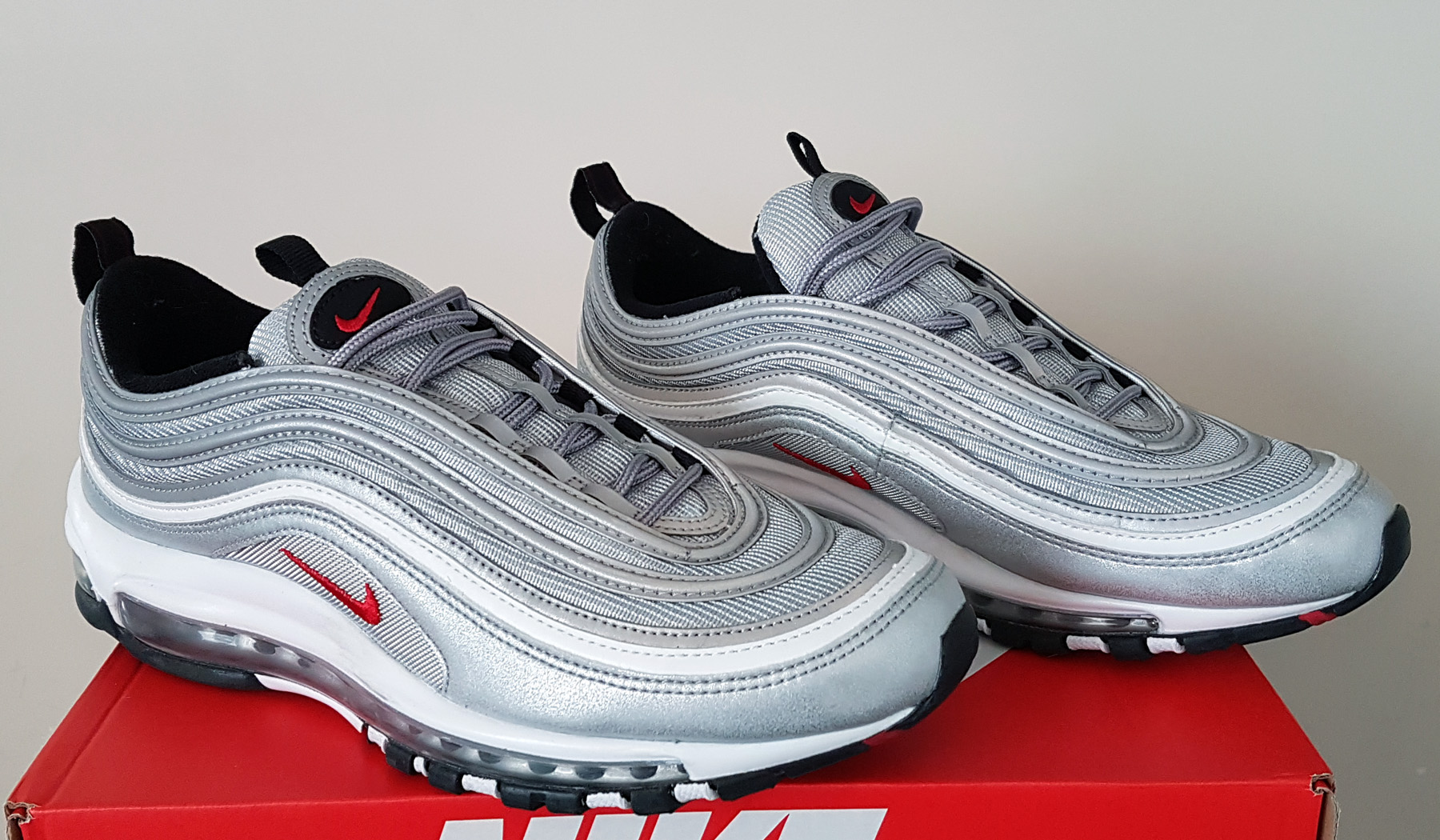
Air Max 97 phiên bản phối màu "Silver Bullet"

Năm 1997, Air Max 97 ra đời với thiết kế lấy cảm hứng từ những chiếc tàu cao tốc có hình như viên đạn của Nhật Bản. Mẫu giày có những đường gân dài chạy khắp phần thân trên, kết hợp với phối màu bạc kim loại, cùng với đó là phần đế Air có thể nhìn thấy được chạy dài hết sống giày. Ba đường gân của phần thân trên sử dụng chất liệu 3M Scotchbrite. Người thiết kế ra đôi giày Nike Air Max 97 là Christian Tresser. Phiên bản phối màu "Viên đạn bạc" này sau đó đã được phát hành lại tại Mỹ vào ngày 13 tháng 4 năm 2017 với mức giá $160. Tiếp đó, 13 phối màu khác của đôi giày này cũng bắt đầu được bày bán từ ngày 1 tháng 8 năm 2017.

## Air Max Plus Tuned

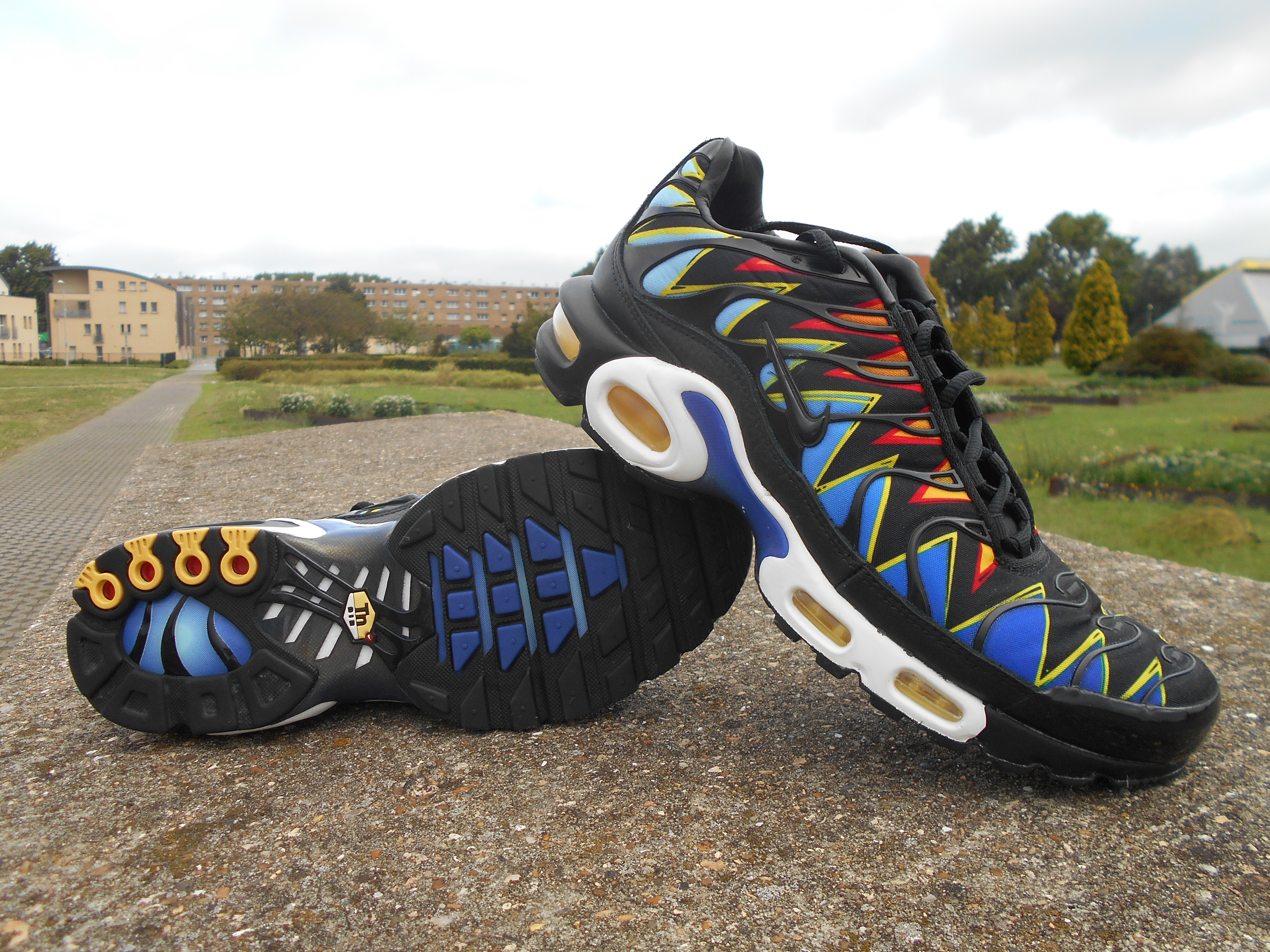
Nike Air Max Plus Tuned (2018)

Được phát hành vào năm 1998, Air Max Plus Tuned đã giới thiệu một công nghệ mới của Nike: đế Tuned Air, đôi giày còn được gọi với một cái tên khác là Air Max TN. Được thiết kế bởi Sean McDowell, đôi giày có những đường lượn sóng rất đặc biệt lấy cảm hứng từ hình ảnh của cây dừa, và một đường vòm nổi lên lấy cảm hứng từ hình ảnh đuôi cá voi. Trong phiên bản đầu tiên, nhà sản xuất dùng phối màu "Hyper Blue", với màu xanh dương nhạt dần được cách điệu bởi hiệu ứng sơn. Logo swoosh của Nike cũng có sự đặc biệt hơn khi xuất hiện ở phần tiếp giáp của cạnh bên trong, trái ngược với bề mặt bên ngoài..

## Air Max 360

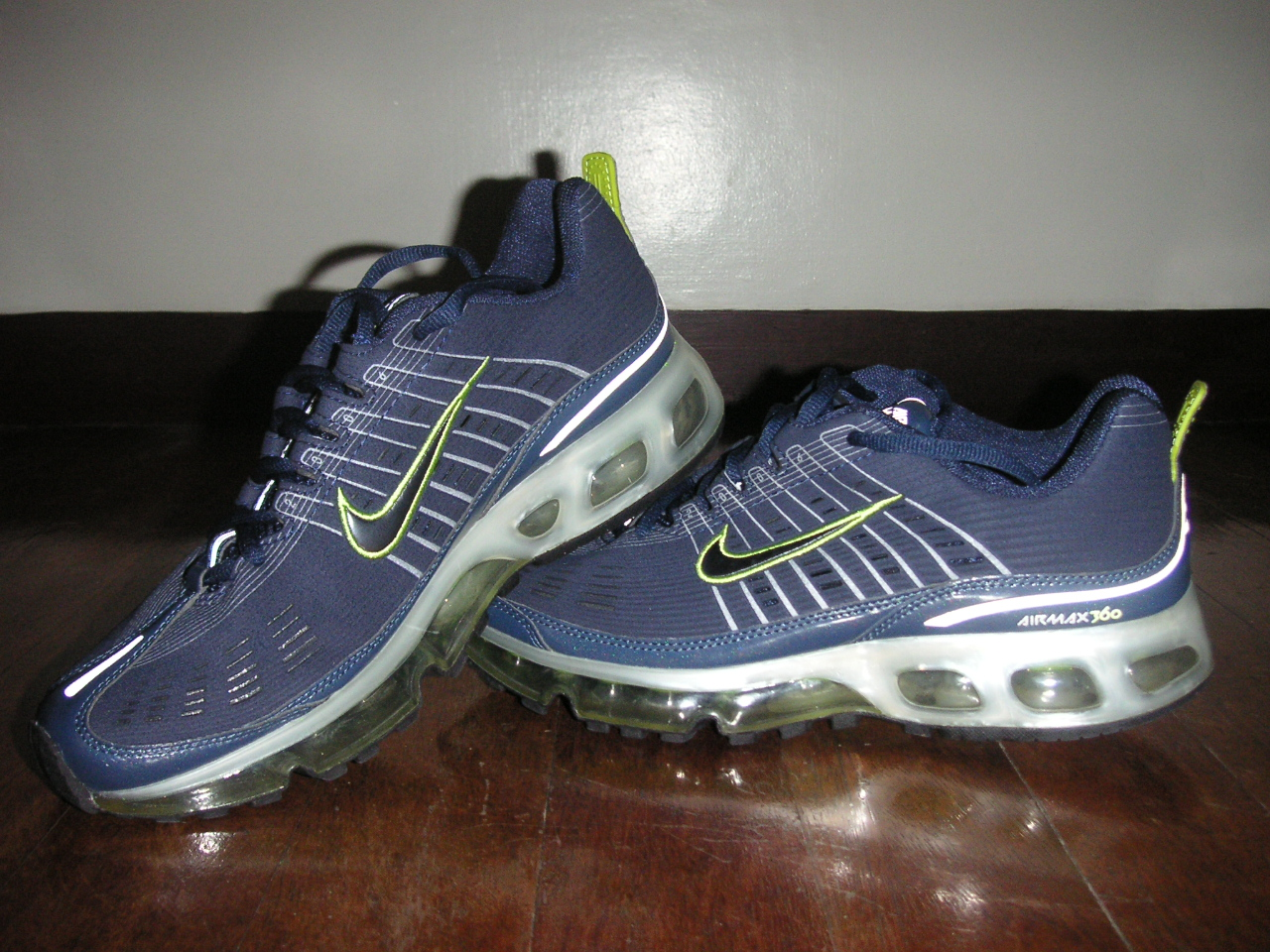
Nike Air Max 360 phiên bản năm 2006

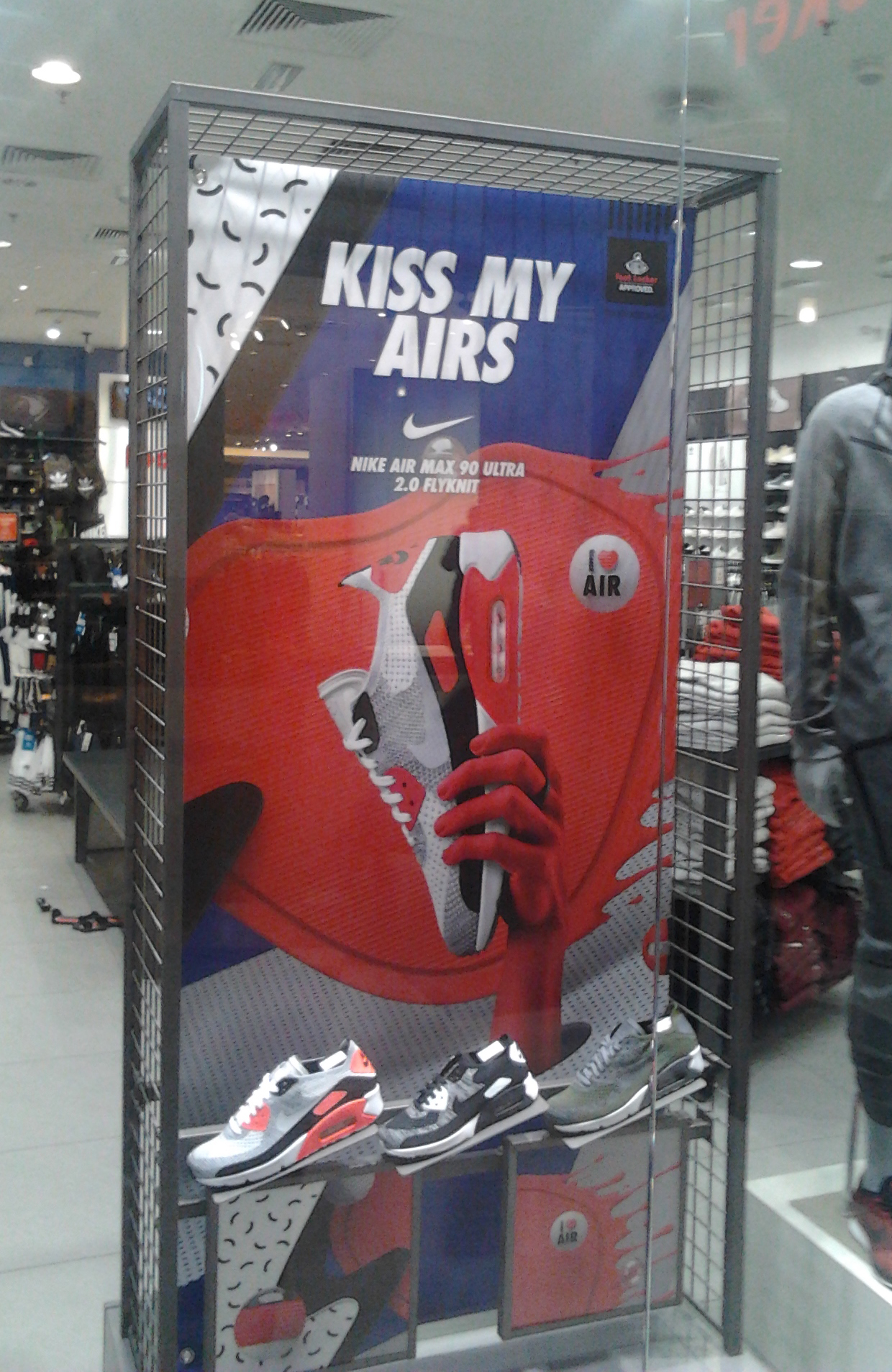
Biển quảng cáo "Kiss My Airs" của Nike tại Warsaw, Poland

Vào ngày 21 tháng 1 năm 2006, Nike cho ra mắt Air Max 360, một mẫu thiết kế giày mới sử dụng công nghệ Max Air xuyên suốt phần đế giữa của giày
Vào tháng 9 năm 2006, Nike giới thiệu một phiên bản đặc biệt "một lần chỉ mua được một đôi duy nhất" với sư kết hợp của phiên bản giày 360 với ba mẫu giày classic của hãng, đó là Air Max 90, Air Max 95 và Air Max 97. Trong lần phát hành đặc biệt này, thiết kế của đế giày 360 được sử dụng để thay thế cho đế giày bình thường của ba đôi giày còn lại. Những đôi giày này được ra mắt với ba phiên bản màu: đỏ đối với Air Max 90, vàng/xanh lục đối với Air Max 95 và xám/bạc đối với Max 97. Như những lần ra mắt Air Max khác, những phiên bản đặc biệt của đôi giày cũng được giới thiệu. Nhà sản xuất tuyên bố phiên bản đặc biệt này có thể được sử dụng để đi suốt 800 km trước khi phần đế bị hư hỏng. Để có thể duy trì được độ bền cao như vậy, phần đế Air 360 chính là sự lựa chọn của Nike.

## Vapormax
Vapormax được ra mắt lần đầu vào tháng 3 năm 2017, thiết kế bởi Kathy Gomez.

## Quảng cáo
Lần đầu đôi giày được quảng cáo đó là vào năm 1987 trên TV, sử dụng bài hát của ban nhạc The Beatles - "Revolution", đây cũng là lần đầu tiên một bài hát của The Beatles được sử dụng để quảng cáo trên TV. Năm tiếp theo, Nike lần đầu sử dụng slogan Just Do It Họ cũng kết hợp với Bo Jackson trong một thương vụ có trị giá $100,000, cùng với đó là hai công ty agency Wieden và Kennedy để tạo ra một khẩu hiệu mới "Bo knows...".

## Các phiên bản Air Max từng được ra mắt
Toàn bộ các phiên bản của Air Max bao gồm:
- Air Max (hay Air Max 1) - 1987
- Air Stab - 1988
- Air Max II (hay Air Max Light) - 1989
- Air Max III (hay Air Max 90) - 1990
- Air Max IV (Air Max BW, Air Max Classic hoặc Air Classic BW) - 1991
- Air Structure Triax 91 - 1991
- Air 180 (tên hiện tại Air Max 180) - 1991
- Air Max ST - 1992
- Air Tailwind 92 - 1992
- Air Max 93 (hay Air Max 270) - 1993
- Air Max 94 - 1994
- Air Max 2 - 1994
- Air Max 2 Charles Barkley 34 (hay Air Max CB 34) - 1994
- Air Max Triax 94 - 1994
- Air Max Light 2 - 1994
- Air Total Max (hay Air Max 95) - 1995
- Air Max Racer - 1995
- Air Max 96 - 1996
- Air Max 96 II
- Air Max 97
- Air Max 98
- Air Max 98 II
- Air Max 99
- Air Max Pillar
- Air Max Posterize SL
- Air Max Deluxe
- Air Max 2000
- Air Max Plus (hay Air Max TN)
- Air Max Ltd - 2002
- Air Max 2003
- Air Max 2004
- Air Max Destined - 2006
- Air Max 360 - 2006
- Air Max 180 - 2006
- Air Max 360 - 2007
- Air Max 180 II - 2008
- Air Max Elite
- Air Max 180 III - 2008
- Air Max T-Zone - 2009
- Air Max Skyline
- Air Max 2009
- Air Max 90 Current - 2009 (phiên bản làm lại của Air Max 90)
- Air Maxim - 2009 (phiên bản làm lại của Air Max 1, sử dụng chất liệu Flywire hoặc torch)
- Air Max BW Gen II - 2010 (phiên bản làm lại của Air Max BW, sử dụng chất liệu torch)
- Air Max 2010
- Air Max Tailwind+ 2
- Air Max Trainer 1
- Air Max Trainer 1+ (sử dụng vải Flywire, toe strap và công nghệ 360 Air Max)
- Air Max Turbulence - 2010
- Air Max 2011
- Air Max Command
- Air Max 24/7
- Air Max+ 2012
- Air Max+ 2013
- Air Max Defy Run
- Air Max Minot
- Air Max Motion
- Air Max+ 2014
- Air Max Direct
- Flyknit Air Max
- Air Max Zero
- Air Max Prime
- Air Max Tavas
- Air Max+ 2015
- Fingertrap Max
- Air Max+ 2016
- Air Max+ 2017
- Air Max invigor
- Air Max 95
- Air Max Torch IV
- Air Max 97 OG [15]

Phiên bản năm 1993 là phiên bản đầu tiên có phần đế có thể nhìn thấy được cả từ phía sau và hai bên. Phiên bản 1995 là phiên bản đầu tiên có phần đệm Air ở cả phần trước của bàn chân. Phiên bản 1997 là lần đầu tiên Air Max có phần đệm Air trải dài suốt chiều dài đôi giày. 